# Steffi Chotiwari-Jünger
Steffi Chotiwari-Jünger (* 1952 in Leipzig) ist eine deutsche Literaturwissenschaftlerin (Kartwelologin, Slawistin) und Übersetzerin.

## Werdegang
Nach dem Abitur mit einer Berufsausbildung zum Industriekaufmann in Jena studierte Chotiwari-Jünger von 1971 bis 1975 Russisch, Georgisch und Tadschikisch an der Humboldt-Universität zu Berlin und an der Staatlichen Universität Tiflis (TSU). Ihr anknüpfendes Forschungsstudium, das einen erneuten Aufenthalt an der TSU einschloss, beendete sie 1979 mit der Promotion. Ihre Dissertation hatte sie zum Thema Konstantine Gamsachurdia und die Romane seiner ersten Schaffensperiode (1912-1935) vorgelegt.
An der Humboldt-Universität wirkte Chotiwari-Jünger anschließend 11 Jahre als Assistentin in der Sektion Slawistik zu multinationaler Sowjetliteratur. 1990 wurde sie Oberassistentin und arbeitete fortan an der Fakultät für Slavistik zu georgischer und russischer Literatur sowie russischsprachiger Literatur andersnationaler Autoren. Ab 1994 gab Chotiwari-Jünger zudem Seminare zum Erlernen des Georgischen an der Freien Universität Berlin.
Im gleichen Jahr habilitierte sie sich an der TSU in Tiflis zum georgischen Roman, unter dem Titel Die Entwicklung des georgischen historischen Romans (Micheil Dschawachischwili, Konstantine Gamsachurdia, Grigol Abaschidse, Tschabua Amiredshibi und Otar Tschiladse).
2011 gab Chotiwari-Jünger gemeinsam mit Elgudsha Chintibidse eine verschollen geglaubte Schota-Rustaweli-Übersetzung vom Georgischen ins Deutsche von Marie Prittwitz aus den 1940er Jahren heraus, die damit erstmals in Deutschland erschien.
In der Zeit von 2006 bis 2012 war Chotiwari-Jünger Herausgeberin der wissenschaftlichen Georgica. Zeitschrift für Kultur, Sprache und Geschichte Georgiens und Kaukasiens, für fast alle Hefte in Gemeinschaft mit Mariam Lortkipanidse. Sie arbeitete auch zu nordkaukasischen Literaturen, was im Jahr 2003 seinen Niederschlag im Buch Die Literaturen der Völker Kaukasiens fand. In den Jahren 2013 und 2014 folgten Buchübersetzungen zu lakischer und abasinischer Prosa.
In den Folgejahren war Chotiwari-Jünger weiterhin als Übersetzerin und Herausgeberin tätig.

## Veröffentlichungen

### Monographien
- Die Entwicklung des georgischen historischen Romans. Verlag Peter Lang, Frankfurt am Main u. a. 1993, ISBN 3-631-45691-3.
- Georgier in Berlin. Berlin 1999. (Hrsg.: Ausländerbeauftragte des Senats Berlin)
- Kartvelebi Berlinši. Wissenschaftliche Bibliothek des georgischen Parlaments, Tbilisi 2001, ISBN 99928-0-245-6. (georgisch, Georgier in Berlin)
- mit Damana Melikischwili und Lia Wittek: Georgische Verbtabellen. Buske-Verlag, Hamburg 2010, ISBN 978-3-87548-510-3.
- Georgische Literatur in deutschen Übersetzungen. Bibliographie – 1887 bis 2017. Reichert-Verlag, Wiesbaden 2017, ISBN 978-3-95490-295-8.

### Herausgebertätigkeit (Auswahl)
- Der ferne weiße Gipfel. Georgische Erzählungen. Verlag Volk u. Welt, Berlin 1984.
- Die Literaturen der Völker Kaukasiens. Neue Übersetzungen und deutschsprachige Bibliographie (= Kaukasienstudien. Bd. 5). Reichert-Verlag, Wiesbaden 2003, ISBN 3-89500-338-7.
- mit Elgudsha Chintibidse (Hrsg.): Schota Rustaveli: Der Ritter im Tigerfell. Ein altgeorgisches Epos. Deutsche Nachdichtung von Marie Prittwitz Verlag Shaker, Aachen 2011, ISBN 978-3-8440-0300-0.
- Sehnsucht nach der Heimat – Lakische Prosa aus dem Kaukasus (= Kaukasien-Kaukasus-Bibliothek. Band 1). Verlag Shaker, Aachen 2013, ISBN 978-3-8440-1974-2.
- Georgische Autorinnen aus 11 Jahrhunderten. Prosa – Lyrik – Drama (= Kaukasus-Kaukasien-Bibliothek. Band 4). Verlag Shaker, Aachen 2014, ISBN 978-3-8440-3206-2.
- mit Uli Rothfuss und Traian Pop (Hrsg.): Winzige Freunde. Vier georgische Märchen und eine Geschichte von Niko Lomouri. POP-Verlag, Ludwigsburg 2017, ISBN 978-3-86356-162-8.
- Lesgische Prosa (Erzählungen und Miniaturen) (lesginisch) BoD-Verlag, Norderstedt 2020. ISBN 978-3-7526-4257-5
- Aleksandre Kasbegi Eliso (Kaukasien-Kaukasus-Bibliothek-Nr. 2), Shaker, Aachen 2014, ISBN 978-3-8440-2491-3
- mit Uli Rothfuss und Traian Pop (Hrsg.): Awarische Prosa (Märchen, Erzählungen und Miniaturen) (Kaukasus Band 17), Ludwigsburg 2023, ISBN 978-3-86356-171-0 (2. Auflage)

### Buchübersetzungen (Auswahl)
- Dato Barbakadse: Das Dreieck der Kraniche. Gedichte. Pop-Verlag, Ludwigsburg 2007, ISBN 978-3-937139-38-8.
- Dato Barbakadse: Die Poetik der folgenden Sekunde. Poesie und Prosa. Edition Milo, Klagenfurt 2008, ISBN 978-3-85435-557-1. (zus. mit Artschil Chotiwari)
- Dato Barbakadse: Die Leidenschaft der Märtyrer. SuKultur, Berlin 2012, ISBN 978-3-941592-35-3. (zus. mit Artschil Chotiwari)
- Micheil Dshawachischwili: Bloß abhauen! Einfach aussteigen oder Der weiße Kragen (= Kaukasien-Kaukasus-Bibliothek. Band 3). Verlag Shaker, Aachen 2014, ISBN 978-3-8440-3135-5. (zus. mit Artschil Chotiwari)
- Esma Oniani: Nichts heißt keine Farbe (Gedichte und Gedanken über die Poesie), Ludwigsburg 2014, ISBN 978-3-86356-087-4    (zus. mit Artschil Chotiwari)
- Uli Rothfuss (Hrsg.): Abasinische Prosa. Folklore, Erzählungen, Novellen und Miniaturen. Pop-Verlag, Ludwigsburg 2014, ISBN 978-3-86356-088-1. (zus. mit Pita Tschkala)
- Tschola Lomtatidse: Die Beichte. Erzählungen. POP-Verlag, Ludwigsburg 2015, ISBN 978-3-86356-117-8. (zus. mit Artschil Chotiwari)
- Ekaterine Gabaschwili: Magdanas Esel (Erzählungen, Miniaturen und ein Kurzdrama), POP-Verlag, Ludwigsburg 2015, ISBN 978-3-86356-112-3 (zus. mit Artschil Chotiwari)
- Micheil Dshawachischwili: Winzlings Hochzeit. Liebesgeschichten aus Georgien. Anthea-Verlag, Berlin 2017, ISBN 978-3-943583-96-0. (zus. mit Artschil Chotiwari)
- Michel Dshawachischwili: Zuflucht beim neuen Herrn. POP-Verlag, Wiesbaden 2018, ISBN 978-3-86356-226-7. (zus. mit Artschil Chotiwari)